# Wahlen zum Repräsentantenhaus der Vereinigten Staaten 1992
Die Wahlen zum Repräsentantenhaus der Vereinigten Staaten 1992 fanden am 3. November 1992 parallel zur Präsidentschaftswahl und den Wahlen zum Senat statt, bei denen ein Drittel der Senatoren gewählt wurde. Aus der Präsidentschaftswahl ging der Kandidat der Demokratischen Partei, Bill Clinton, als Sieger hervor. Bei den Wahlen zum Repräsentantenhaus verloren die Demokraten jedoch insgesamt neun Sitze an die Republikaner. Zum Teil wurde als Ursache dafür auch die Neueinteilung der Wahlkreisgrenzen (redistricting) aufgrund des Zensus von 1990 genannt. Trotz der Verluste konnten die Demokraten jedoch ihre seit 1954 bestehende Mehrheit im Repräsentantenhaus behaupten. Als einziger parteiunabhängiger Kandidat war erneut Bernie Sanders in Vermont erfolgreich.

## Ergebnisse
| Parteien                                          | Parteien           | Sitze | Sitze | Sitze | Sitze   | Stimmen    | Stimmen | Stimmen  |
| ------------------------------------------------- | ------------------ | ----- | ----- | ----- | ------- | ---------- | ------- | -------- |
| Parteien                                          | Parteien           | 1990  | 1992  | +/−   | Stärke  | Stimmen    | %       | Änderung |
|                                                   | Demokraten         | 267   | 258   | −9    | 59,3 %  | 48.550.096 | 49,9 %  |          |
|                                                   | Republikaner       | 167   | 176   | +9    | 40,5 %  | 43.498.015 | 44,8 %  |          |
|                                                   | Unabhängige        | 1     | 1     | ±0    | 0,3 %   | 1.255.726  | 1,3 %   |          |
|                                                   | Libertarian Party  | –     | –     | –     | –       | 848.614    | 0,9 %   |          |
|                                                   | Conservative Party | –     | –     | –     | –       | 329.550    | 0,3 %   |          |
|                                                   | Green Party        | –     | –     | –     | –       | 134.072    | 0,1 %   |          |
|                                                   | Natural Law Party  | –     | –     | –     | –       | 97.233     | 0,1 %   |          |
|                                                   | Andere Parteien    | –     | –     | –     | –       | 2.485.010  | 2,6 %   |          |
| Gesamt                                            | Gesamt             | 435   | 435   | 0     | 100,0 % | 97.198.316 | 100,0 % | –        |
| Quelle: Election Statistics - Office of the Clerk |                    |       |       |       |         |            |         |          |